# 布魯塞爾王宮
布魯塞爾王宮（荷蘭語：Koninklijk Paleis van Brussel，法語發音：[palɛ ʁwajal də bʁysɛl]，荷蘭語發音：[ˈkoːnɪŋklək paːˈlɛis fɑm ˈbrʏsəl]）是比利時王室的正式宮殿，位於布魯塞爾市中心，但現在比利時王室成員實際上並不居住在這裡，而是居住在布魯塞爾郊區的拉肯城堡。這裡在中世紀時期就已經有宮殿，但現在的建築的歷史可以追溯到18世紀末期。現在的建築外觀則多修建於1900年以後。

## 沿革

### 考登山宮

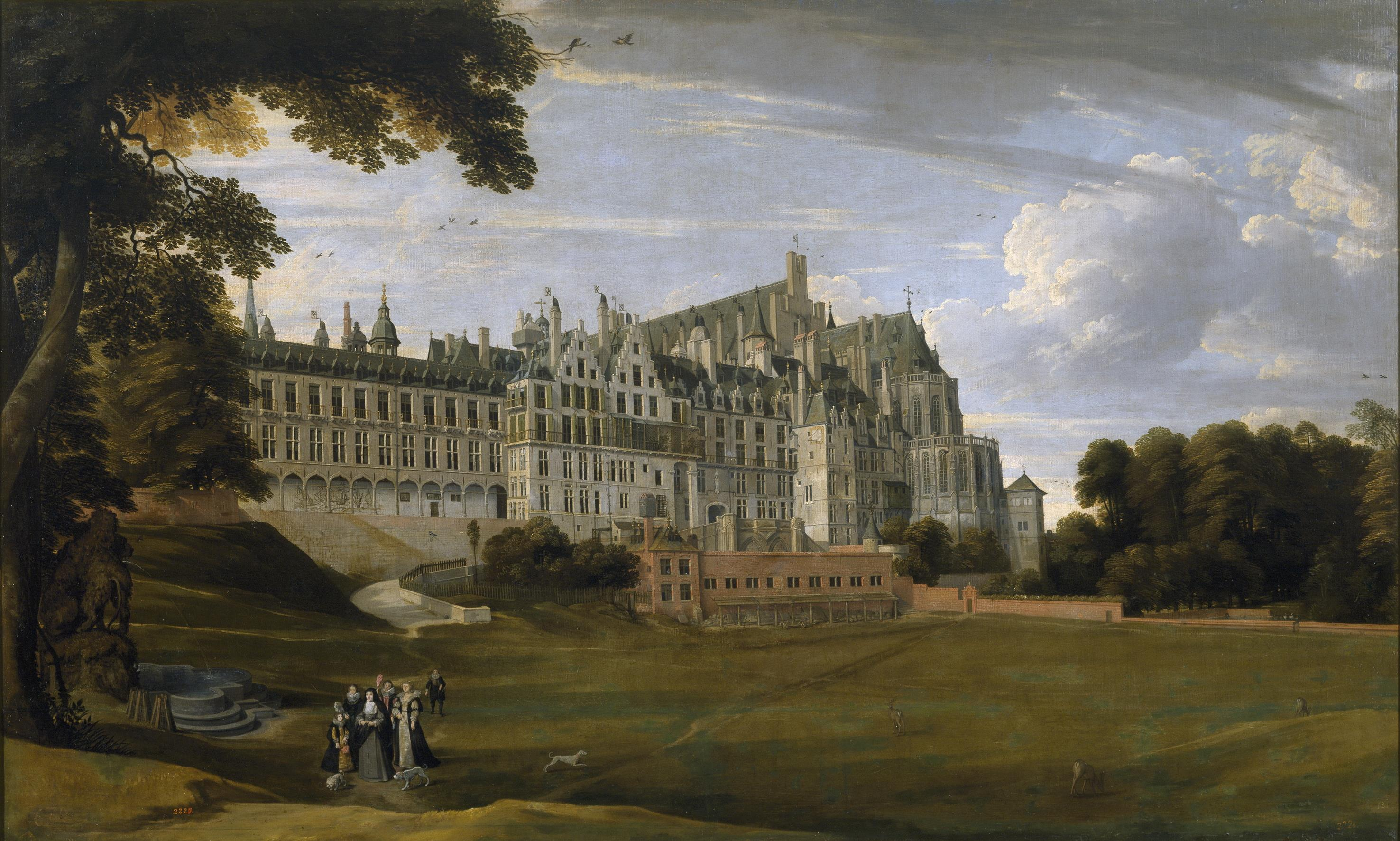
1627年的考登山宮

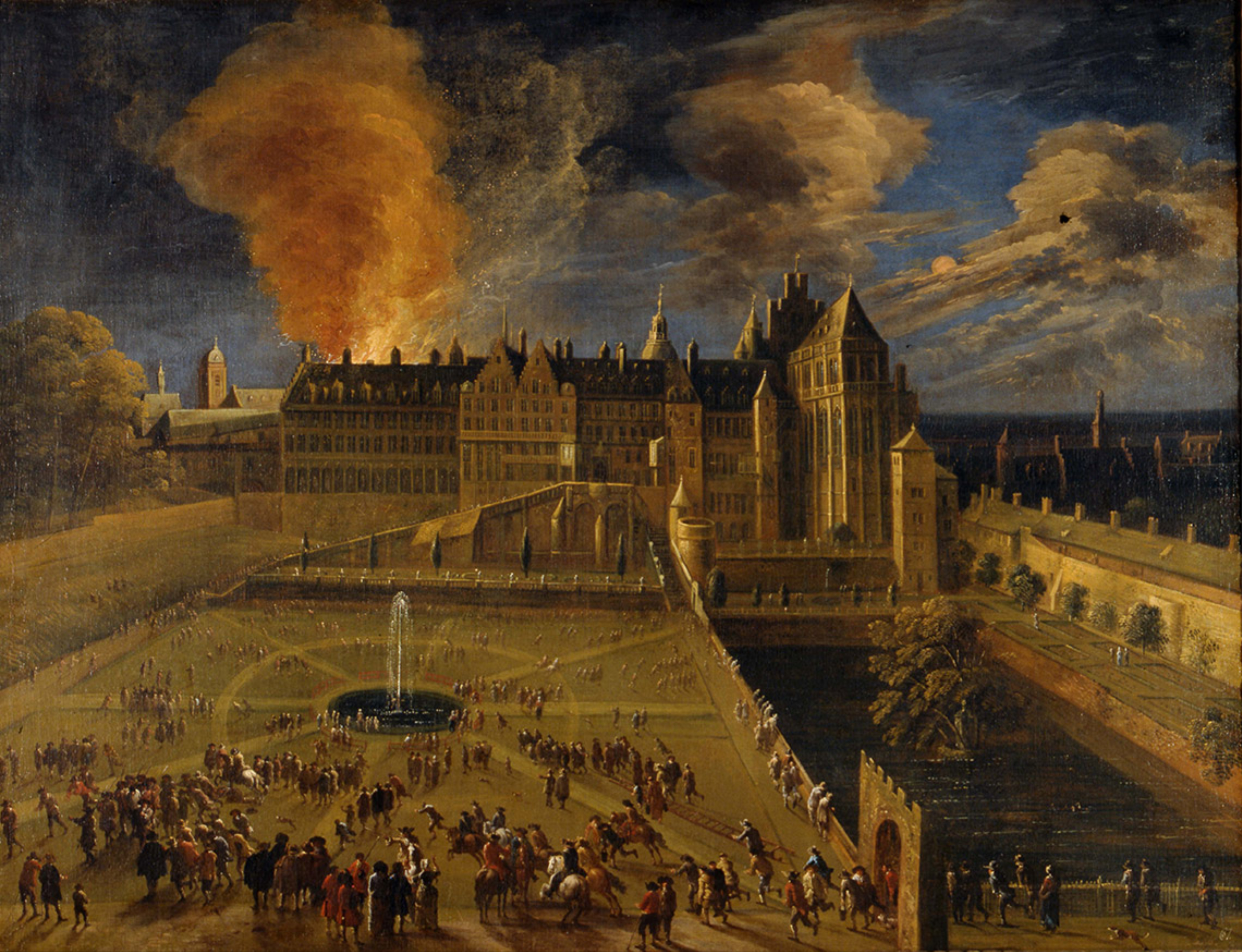
1679年的考登山大火

考登山上的第一座建築建於11世紀下半葉和12世紀上半葉之間。當時的宮殿看起來更像一座堅固的城堡，是布魯塞爾防禦工事的一部分。此地作為布拉班特公爵的住所，同時也居住在附近的魯汶和泰尔菲伦的城堡中。在接下來的幾個世紀裡，隨著布拉班特公爵及其後繼者包括勃艮第公爵、查理五世皇帝、奧地利大公阿尔布雷希特七世和西班牙的伊莎貝爾·克拉拉·歐亨妮亞以及奧屬尼德蘭歷任總督等名銜持有人的陸續進駐，它被多次重建、擴展和改建。
Aula Magna是一個用於皇家招待會和其他盛會的巨大房間，是在15世紀為好人菲利普建造的。1465年，由勃艮第屬尼德蘭的中產階級、神職人員和貴族的代表組成的第一次州議會定期會議在那裡舉行。1515年，正是在這個房間裡，奧地利的瑪格麗特正式舉行了會議。將她對低地國家的攝政權讓給了查理·馮·哈布斯堡即未來的皇帝查理五世，成為勃艮第公爵。也是在同一個房間裡，40年後查理五世為了其子腓力二世而退位。
幾個世紀以來，這座令人印象深刻的建築群遭受了幾次火災。1679年，一場大火燒毀了部分屋頂。1731年2月3日發生的一場大火幾乎完全摧毀了這座建築。只有宮廷小教堂和Aula Magna的牆壁稍有倖免。直到1775年後該地區重新開發時，廢墟才消失。當時，今天布鲁塞尔公园的城市軸線已經佈局完成。布魯塞爾皇家廣場建在破敗的宮殿之上。不同考古組織對該遺址的挖掘出土了宮殿不同部分以及周圍城鎮的各種遺跡。可以參觀廣場下方的巨大拱頂及其周圍的建築。

### 新皇宮
洛林的卡爾·亞歷山大，時任奧屬尼德蘭總督在原奧蘭治-拿騷宮附近的舊址上建造了一座新的宮殿，名為洛林的查理宫。洛林的查理宫現在是比利時皇家圖書館的一部分，舊宮殿的花園被重新設計為公園。在北側，法國建築師吉勒-巴納貝·吉馬爾為布拉班特議會建造了一座新大樓，現在是比利時聯邦議會的所在地並被稱為國家宮。在公園的另一邊（目前宮殿的建築地塊），公園的中軸線繼續作為兩座新建宅第之間的街道。其中一處作為附近考登山修道院的院士住所，另一處則居住著重要政府官員。1814年維也納會議之後，布魯塞爾與海牙一起成為新成立的荷蘭聯合王國的聯合首都。在尼德蘭的威廉一世統治下，街道被覆蓋使兩座宅第與畫廊相連。新建的“宮殿”採用了由建築師蒂爾曼-弗朗索瓦·敘斯設計的新古典主義建築立面，中間有一個列柱中庭，整個一樓皆設置帶有鍛鐵欄杆的陽台。

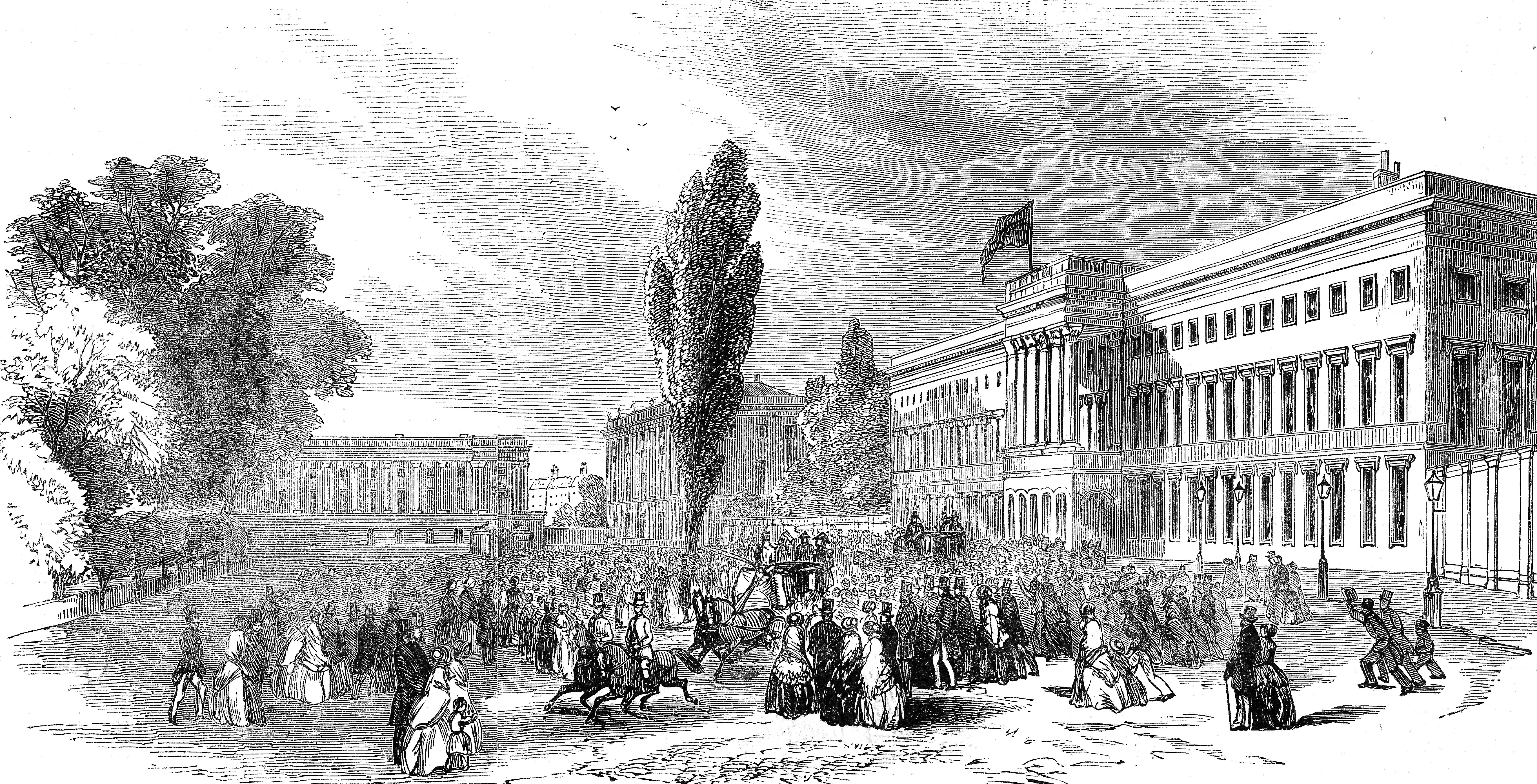
1852年的王宮

新宮殿旁邊的街道被拓寬，因此創建了“宮殿廣場”。新廣場的名稱使用複數形式，因另一座宮殿建在皇宮的左側。這座新建築於1823年被設計為奧蘭治親王、未來的荷蘭國王威廉二世之住所，目前是比利時皇家科學與藝術學院的所在地，因此被稱為學院宮。舊宅邸的一部分房間和會客廳併入新皇宮，僅進行了部分翻新。其中一些在19世紀和20世紀的整修中倖存下來，至今仍部分完好無損。自威廉一世始，主要被補強的室內裝潢部分是“帝國廳”，它被設計成一個舞廳。它擁有由法國著名雕塑家弗朗索瓦·吕德設計和執行的非常精緻的奶油色和金色裝潢。

### 利奧波德二世的改建

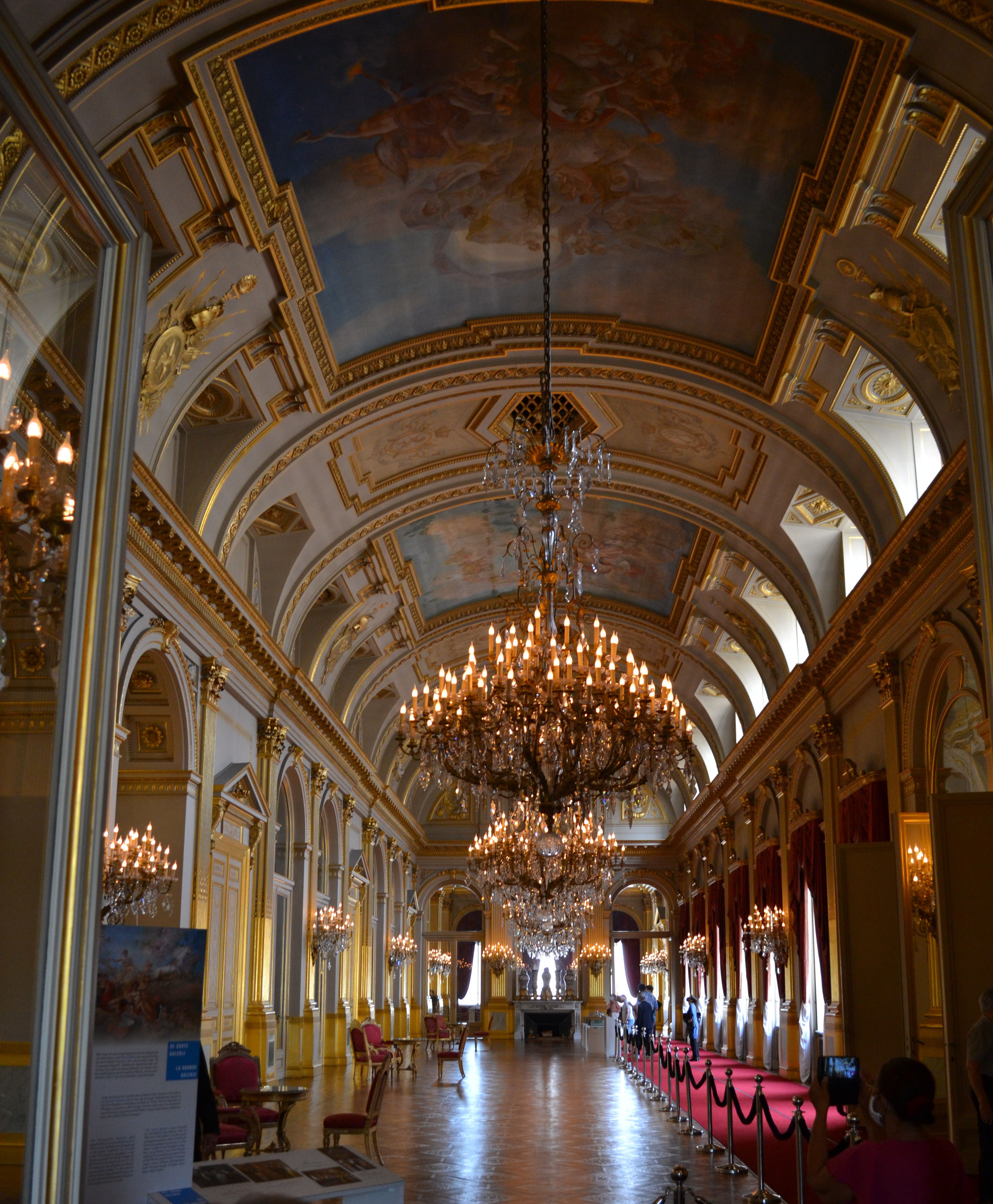
王宮大畫廊

比利時獨立後，這座宮殿被提供給薩克森-科堡-哥達王朝的利奧波德王子，當時他即位為比利時第1代國王利奧波德一世。和他的前任威廉二世相同，他主要將這座宮殿用於官方招待和其他象徵性儀式，並住在拉肯王家城堡。在其統治期間直到1865年，宮殿幾乎沒有任何改建。其子和繼任者利奧波德二世認為這座建築對於他這樣的國王來說太簡陋了，以致於其終身都在擴建和裝修宮殿，直到他在1909年去世。在他的統治期間，宮殿幾乎翻新了表面。在經過建築師阿方斯·巴拉設計之後，增加了宏偉的空間，如大樓梯、王座室和大畫廊。巴拉特還設計了新的立面，但在計劃執行之前便已去世，直到1904年之後，新的宮殿立面才在亨利·马凯設計的新草圖出爐之後執行建設工程。三角楣饰雕塑展示了比利時的一個寓言人物，兩側分別是代表工業和農業的群體，由雕塑家托马·万索特創作。宮殿新的建築設計包括一個正式的前花園，將建築與皇宮廣場隔開。
正如所聞，王宮的立面比倫敦的白金漢宮長50%，但其33,027平方米（355,500平方英尺）的建築面積不到白金漢宮建築面積7萬7千平方米（83萬平方英尺）的一半。

## 画廊

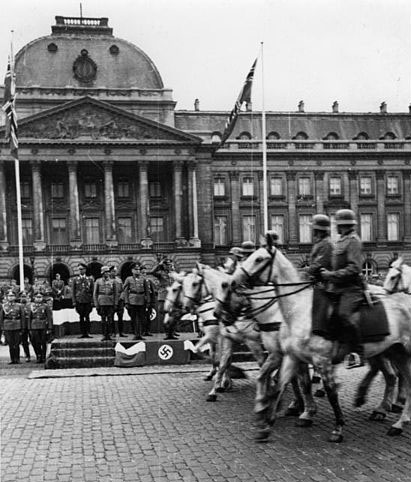
1940年5月，德国纳粹士兵阅兵
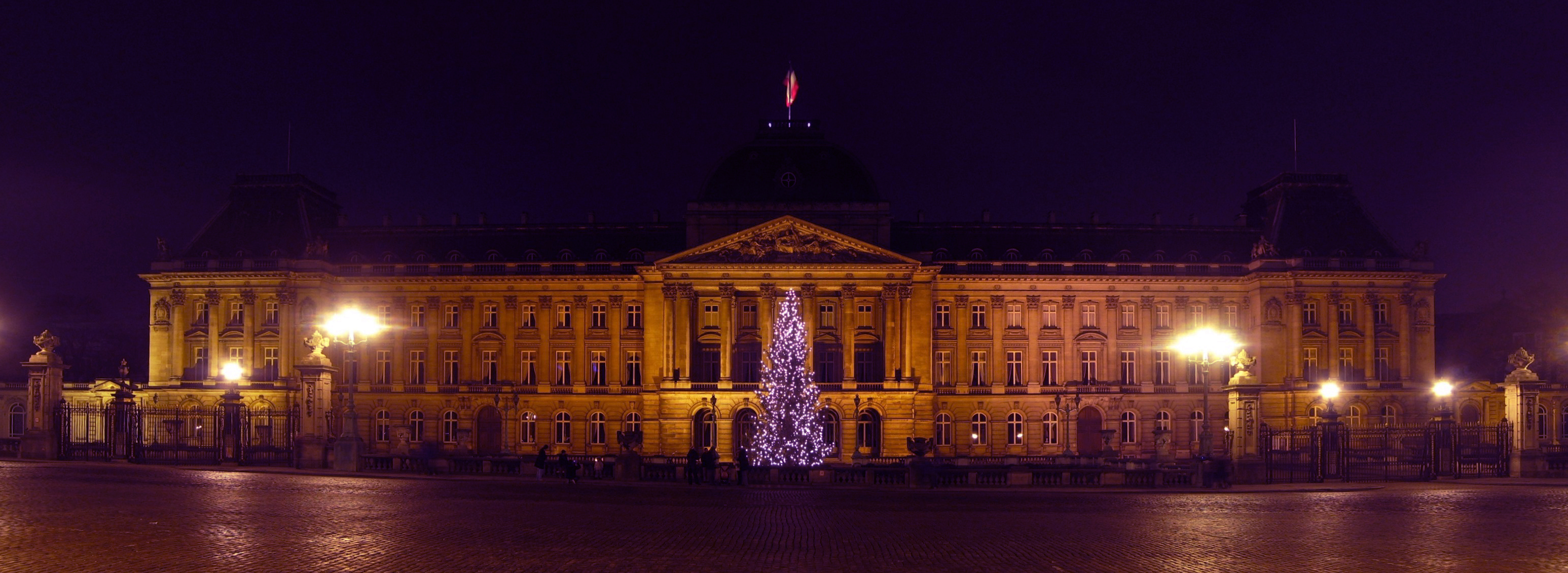
夜晚的王宫
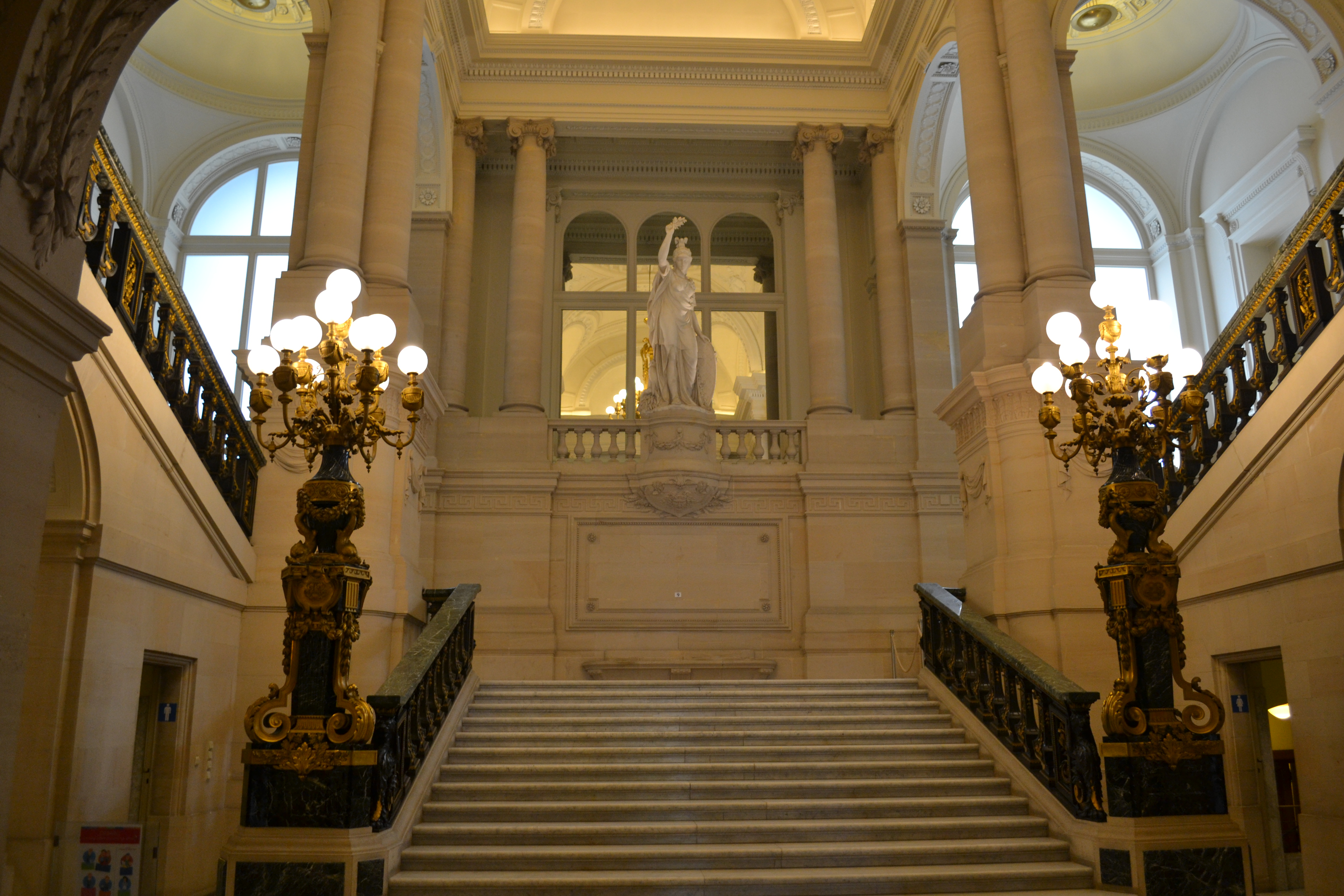
中央樓梯
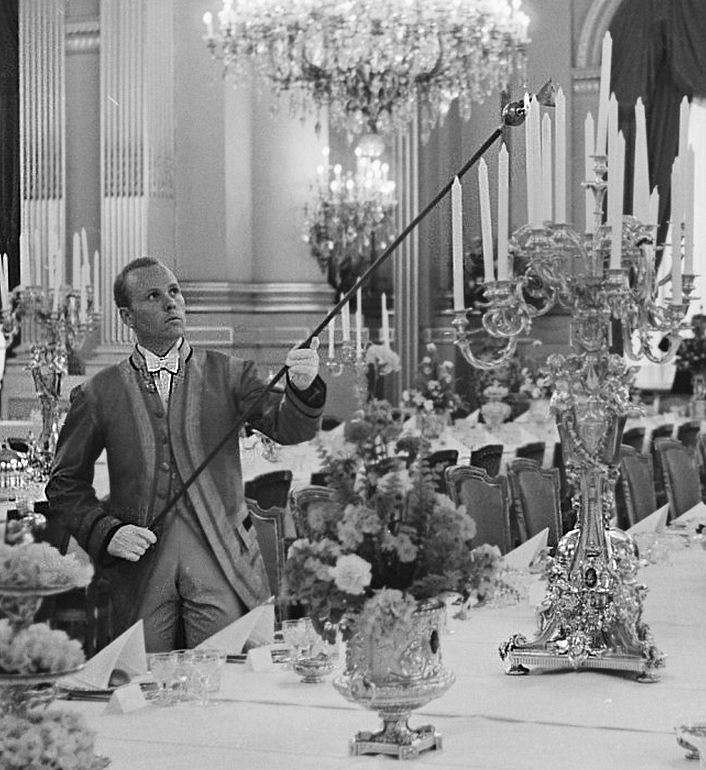
1960年正在准备的国宴
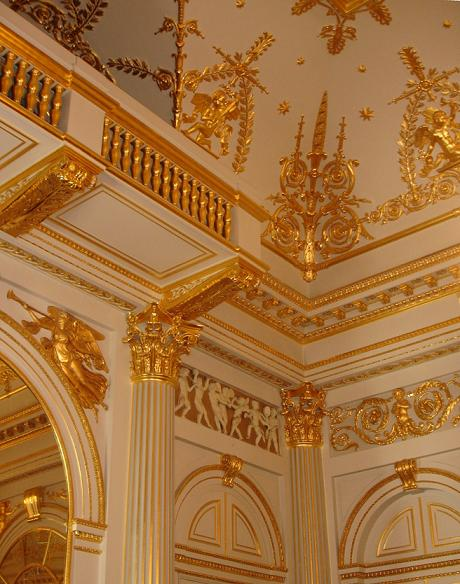
帝國廳的裝潢細部
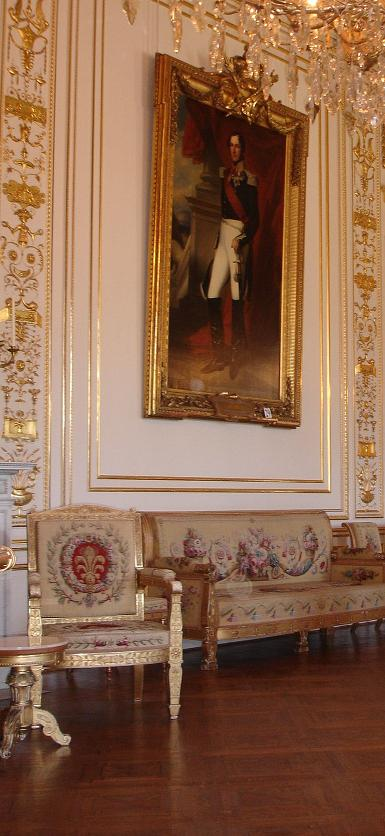
白厅
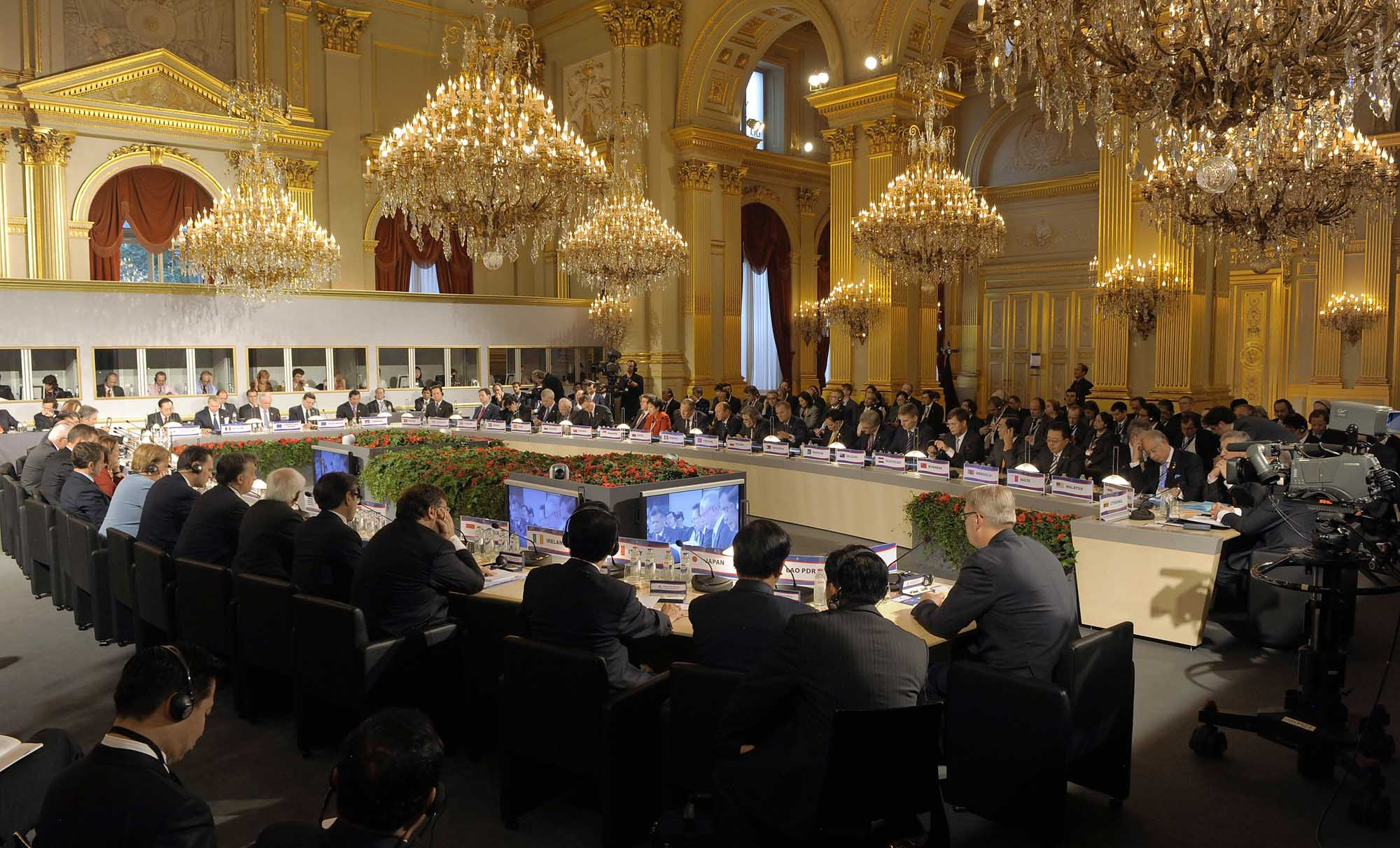
承辦亞歐會議時的王座廳
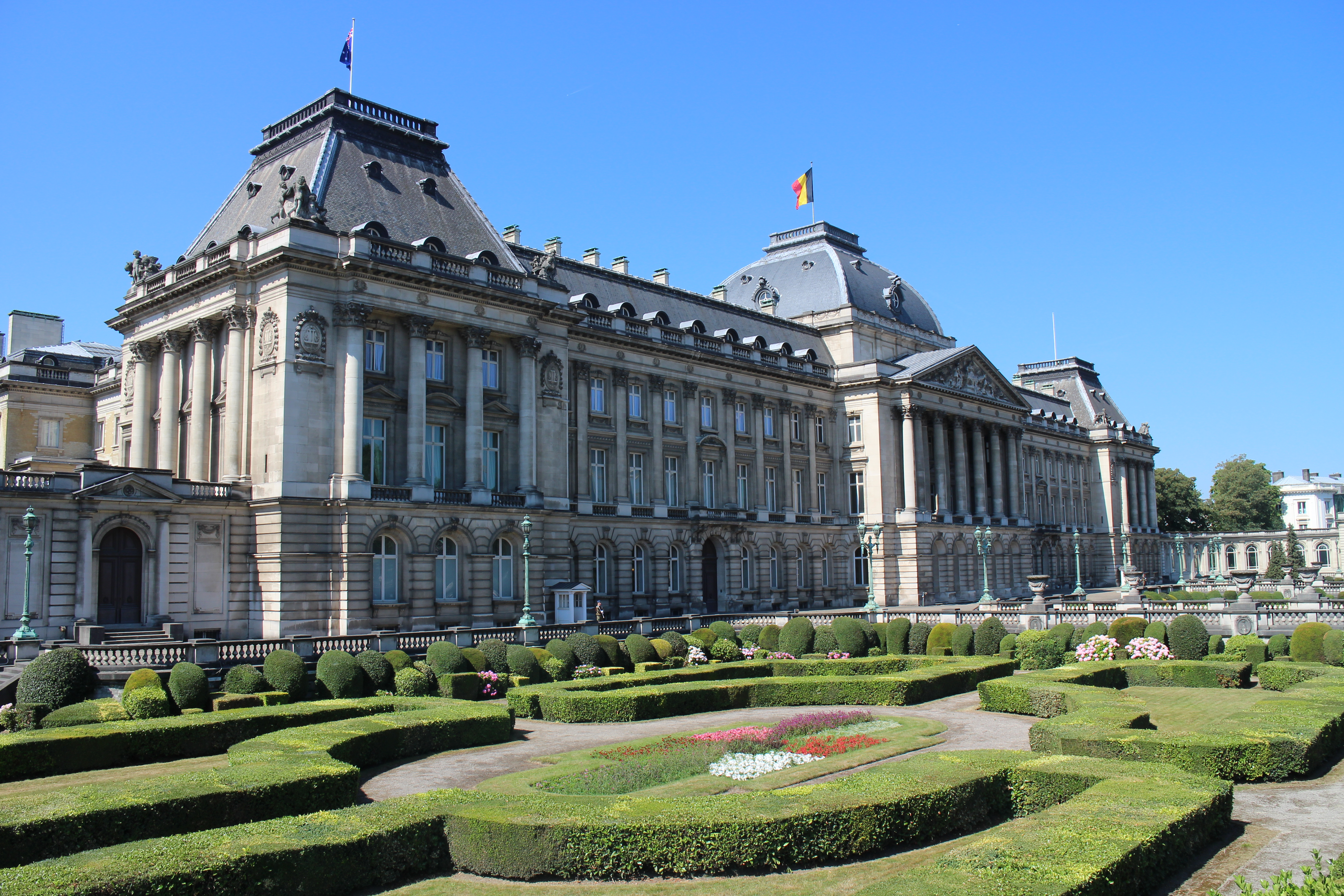
东北角

## 外部連結
- 维基共享资源上的相關多媒體資源：布魯塞爾王宮
- Palace of Brussels （页面存档备份，存于）, official website